# Folk och rövare i Kamomilla stad (film)
Folk och rövare i Kamomilla stad (norska: Folk og røvere i Kardemomme by) är en norsk-svensk film från 1988 av Bente Erichsen baserad på boken Folk och rövare i Kamomilla stad av den norska barnboksförfattaren Thorbjørn Egner.

## Handling
Handlingen utspelar sig i den lilla byn Kamomilla, som styrs med mild hand av den snälla polismästaren Bastian. Utanför byn bor de tre rövarna Kasper, Jesper och Jonatan tillsammans med sitt lejon som alltid är hungrig. I byn bor också den stränga tanten Sofie.

## Rollista
I den norska originalversionen är de svenska skådespelarna dubbade.
| Roll                     | Skådespelare        | Svensk röst         |
| ------------------------ | ------------------- | ------------------- |
| Kasper                   | Sverre Anker Ousdal | Björn Granath       |
| Jesper                   | Øivind Blunck       | Mats Bergman        |
| Jonatan                  | Jon Eikemo          | Allan Svensson      |
| Polismästare Bastian     | Brasse Brännström   | Brasse Brännström   |
| Tant Sofia               | Kjersti Døvigen     | Irene Lindh         |
| Trumslagare Hagerup      | Lasse Åberg         | Lasse Åberg         |
| Spårvagnsförare Syversen | Sigve Bøe           | Philip Zandén       |
| Fru Bastian              | Grynet Molvig       | Grynet Molvig       |
| Tobias                   | Henki Kolstad       | Sven Lindberg       |
| Köpman Berg              | Arve Opsahl         | Nils Eklund         |
| Slaktaren                | Jon Skolmen         | Jon Skolmen         |
| Barberare Sörensen       | Sven-Bertil Taube   | Sven-Bertil Taube   |
| Kamomilla                | Kaja Glomm          | Annika Rehbäck      |
| Musiklärare Andersen     | Odd Grythe          |                     |
| Bagaren                  | Karl Sundby         | Robert Sjöblom      |
| Silius                   | Reidar Sørensen     | Lennart R. Svensson |
| Tommy                    | Marius Rypdal       | Johan Randquist     |
| Remo                     | Jacob L. Holmboe    | Johan Randquist     |

- Svensk text och bearbetning – Per-Arne Ehlin
- Regi – Bente Erichsen
- Svensk version producerad av Sonet Studios AB[3]

### Fotnoter
1. ↑  Harald Fossberg (30 november 2012). ”Sammen for Egner” (på norska). Aftenposten. https://www.aftenposten.no/osloby/byliv/i/LA6Oq/Sammen-for-Egner. Läst 28 september 2017.
2. ↑  ”En seier for norsk barnefilm, Nordlys 1988-08-26, sid. 11”. www.nb.no. https://www.nb.no/items/0daa225ab8eb57d3994973671b1e064d?page=10&searchText=%22Folk%20og%20r%C3%B8vere%20i%20Kardemomme%20by%22%20%22Dubbet%22. Läst 16 februari 2025.
3. 1 2  ”Folk och rövare i Kamomilla stad (1988) - SFdb”. https://www.svenskfilmdatabas.se/sv/item/?type=film&itemid=16899. Läst 25 maj 2023.
4. ↑  ”Discogs”. https://www.discogs.com/master/1419180-Thorbj%C3%B6rn-Egner-Folk-Och-R%C3%B6vare-I-Kamomilla-Stad/image/SW1hZ2U6MTk0MDMzNjU=. Läst 4 Oktober 2024.